# ZD運動
ZD運動（ZDうんどう、英: ZeroDefects）は、無欠点で仕事をしようという標語であり、1962年に航空機の製造会社であったアメリカのマーチン・マリエッタ社のミサイル生産現場における作業改善運動が始まり。
日本には、1965年（昭和40年）ごろに伝わってきている。